# Haim Fabrizio Cipriani

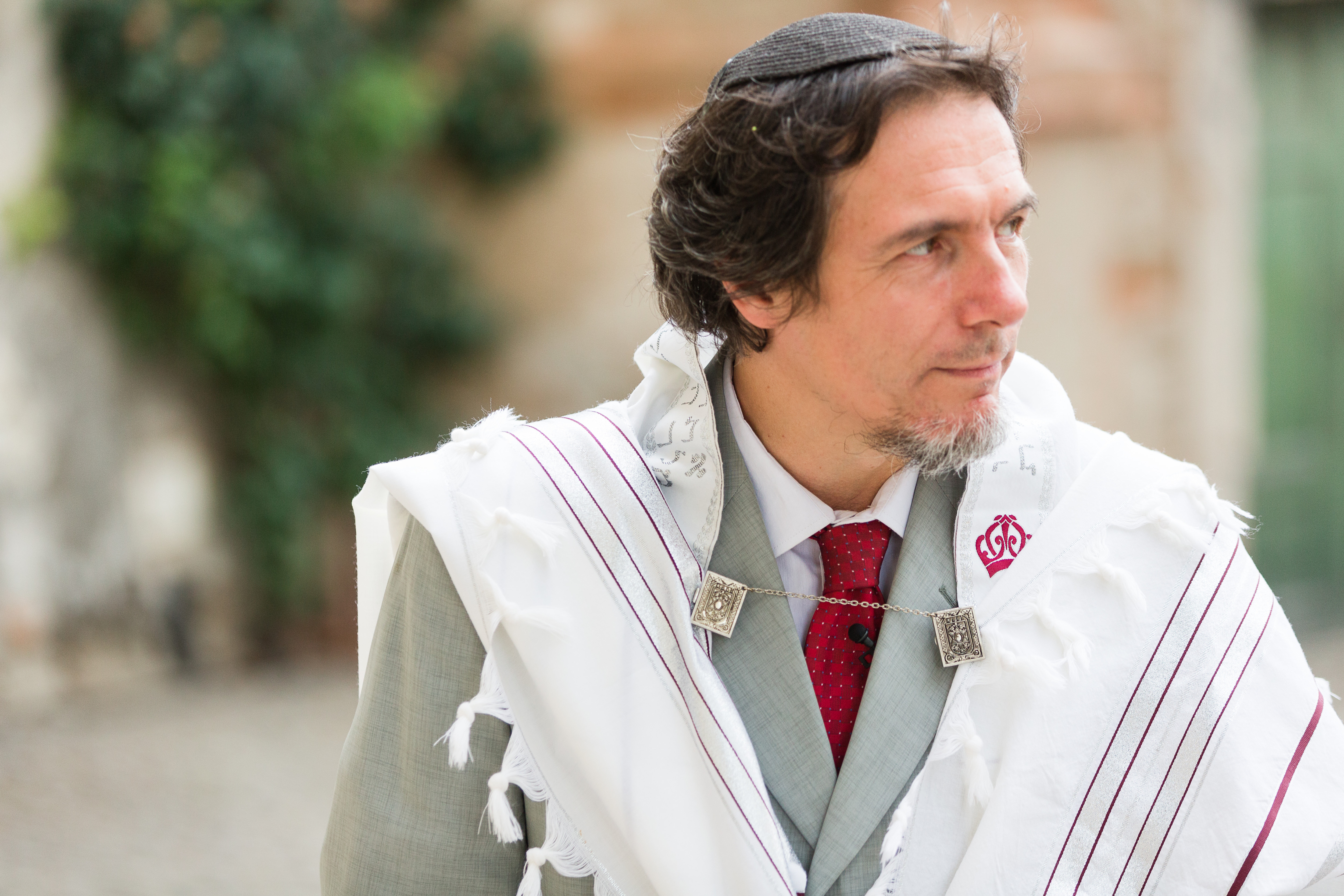

Haim Fabrizio Cipriani (né à Gênes en 1971) est un rabbin progressiste et violoniste italien.

## Biographie
Le parcours rabbinique de Haim F. Cipriani est inspiré de la tradition italienne et hassidique, ayant fait ses études au Collegio Rabbinico Italiano sous la direction du Rabbin G. Laras, mais aussi auprès du Rabbinical Seminary International, où il a été ordonné rabbin par le rabbin Joseph H. Gelberman, et de la Yeshiva Ateret Tzvi, de New York,  qui tient de la tradition de Shlomo Carlebach, où il a aussi reçu l'ordination rabbinique orthodoxe.
De 2006 à 2013, il est rabbin de la communauté juive Lev Chadash de Milan.
De 2012 à 2014 il est rabbin de la Communauté Massorti de Marseille e de l'Assemblée Rabbinique du Mouvement Massorti, puis de la communauté juive libérale de Toulouse.
En 2008, il réalise le Siddour « Derech Haim », le premier livre de liturgie non orthodoxe en langue italienne, avec une traduction originale et des notes d'études et commentaires.
Depuis 2016 il est rabbin auprès des communautés ULIF de Marseille et Kezhilat Kedem de Montpellier. En 2017 il a fondé en Italie Etz Haim, le mouvement pour un Judaïsme sans murs, membre associé du mouvement Juif Massorti..
D'autre part il est l'auteur de nombreux essais, et il est actif en tant qu'enseignant et conférencier aussi bien en Italie qu'en France.
En tant que musicien, Haim Fabrizio Cipriani a collaboré avec les plus grands noms de la musique baroque, Jordi Savall, Marc Minkowski, William Christie, Gérard Lesne et a été l'un des membres fondateurs de l'ensemble italien Europa Galante avec Fabio Biondi.
Il a donné des concerts en tant que soliste et en ensemble de musique de chambre dans les salles de concerts les plus prestigieuses du monde. Il a enregistré plusieurs dizaines de disques parmi lesquels beaucoup d'inédits de la période baroque (Mascitti, Dall'Abaco et d'autres).
Directeur de l'ensemble Il Falcone, membre du Giardino Armonico, en 2006 il joue en concert avec le célèbre « il Cannone », le Guarnerius del Gesù ayant appartenu à Niccolò Paganini. En 2007, il enregistre l'intégrale des sonates de Mozart en duo avec Sergio Ciomei.
Il est professeur de violon baroque au conservatoire supérieur de Bari, en Italie.